# Суперкубок Сектора Гази з футболу 2014
Суперкубок Сектора Гази з футболу 2014  — 3-й розіграш турніру. Матч відбувся 14 листопада 2014 року між чемпіоном Сектора Гази клубом Шабаб (Рафах) та володарем Кубка Сектора Гази клубом Хадамат (Рафах).
| Володар Суперкубка Сектора Гази 2014 |
| ------------------------------------ |
|                                      |
| Шабаб (Рафах) Другий титул           |

## Матч

### Деталі
| 14 листопада 2014 14:00 (EEST) |

| Шабаб (Рафах)     | 1:0      | Хадамат (Рафах) |
| ----------------- | -------- | --------------- |
| Мохіб Абу Хіш 35' | Протокол |                 |

| Місцевий стадіон, Рафах |